# Polygrammodes senahuensis
Polygrammodes senahuensis is een vlinder uit de familie van de grasmotten (Crambidae), uit de onderfamilie van de Spilomelinae. De wetenschappelijke naam van deze soort is voor het eerst voorgesteld als Aphytoceros senahuensis door Herbert Druce in een publicatie uit 1895.
De soort komt voor in Guatemala.